# 右直事故
右直事故（うちょくじこ）とは、左側通行の道路における、交差点での右折車と直進車の衝突事故である。

## 概要
左側通行の場合、右折という動作は、対向車線を横切る必要があるために本質的に危険を伴うものである。そのため右折車が対向車の距離感や速度感を誤って右折を始めると、直進車と正面衝突に近い角度で接触し死傷事故となる。このとき直進車は速度が出ている場合が多いため、乗員が車外へ投げ出されるなど重大事故になりやすい。
特に前の車がバスやトレーラーなどの大型車の場合は、右折直前まで視界を遮られているために対向車に気づきにくく、同様の理由で信号の確認も困難であることが多い。
さらに朝夕は前車が右折した途端に逆光によっていきなり目が眩むことがあり、このような状態で右折することは大変危険である。
直進車が二輪車の場合にはより顕著であり、事故の件数も多い。二輪車は車幅が小さいために速度を遅く見誤られることが多いほか、小さな車格から四輪車の死角に入りやすい。そのため速度感を見誤った右折車が無理に右折を始めてしまったり、対向車の影から出てきた二輪車と衝突してしまう。そのため巻き込み事故と並んで二輪車における代表的な事故として知られている。
中でも、直進車が右折車に進路を譲ったとき、直進車の左方から飛び出してきた二輪車と右折車が衝突する事故はサンキュー事故と呼ばれる。道を譲ってくれたという安心感により右折者側に油断が生じること、すぐに右折しないと道を譲ってくれた対向車に迷惑がかかると感じて安全確認が疎かになることで、事故が発生しやすくなるとされる。

## 対策
右折車は、慎重さと余裕をもって右折する。大型車の後ろなど視界が悪い状態での右折など少しでも不安があるときは、視界が確保されるまで右折をやめるくらいの慎重さが求められる。